# Фрембуа
Фрембуа́ (фр. Fraimbois) — коммуна во французском департаменте Мёрт и Мозель региона Лотарингия. Относится к  кантону Жербевиллер.	

## География
Фрембуа	 расположен в 32 км к юго-востоку от Нанси и в 10 км к юго-востоку от Люневиля. Соседние коммуны: Ларонкс и Сен-Клеман на востоке, Жербевиллер и Одонвиль на юго-западе, Ксермамениль на западе.

## Демография
Население коммуны на 2010 год составляло 346 человек.
| 1962 | 1968 | 1975 | 1982 | 1990 | 1999 | 2010 |
| ---- | ---- | ---- | ---- | ---- | ---- | ---- |
| 259  | 237  | 244  | 266  | 273  | 279  | 346  |

## Достопримечательности
- Деревня знаменита своим сказочником Атанасом Гранжако (фр. Athanase Grandjacquot). Интересно, что центральная улица коммуны носит имя Гранжако, а остальные — названия его сказок.
- Церковь XIX века, здесь находится могила Гранжако.